# Wise Guys
Los Wise Guys (ingl. los sabelotodo) son un grupo musical, que se originó a principios de 1990 de una banda escolar de Colonia, Alemania. Su estilo musical se califica como vocal-pop y las cantan a cappella.

## Carrera
Todos los miembros de la banda, exceptuando a Ferenc Husta y Nils Olfert, fueron al mismo colegio entre 1981 y 1990, el Hildegard-von-Bingen-Gymansium en Colonia. En ese entonces los tres primeros miembros formaron una banda instrumental (viento-metal) con los estudiantes del mismo colegio Christoph Tettinger y Clemens Tewinkel, la cual poco a poco se transformó en una banda rock. Ya algunas canciones eran interpretadas a cappella en actos escolares.

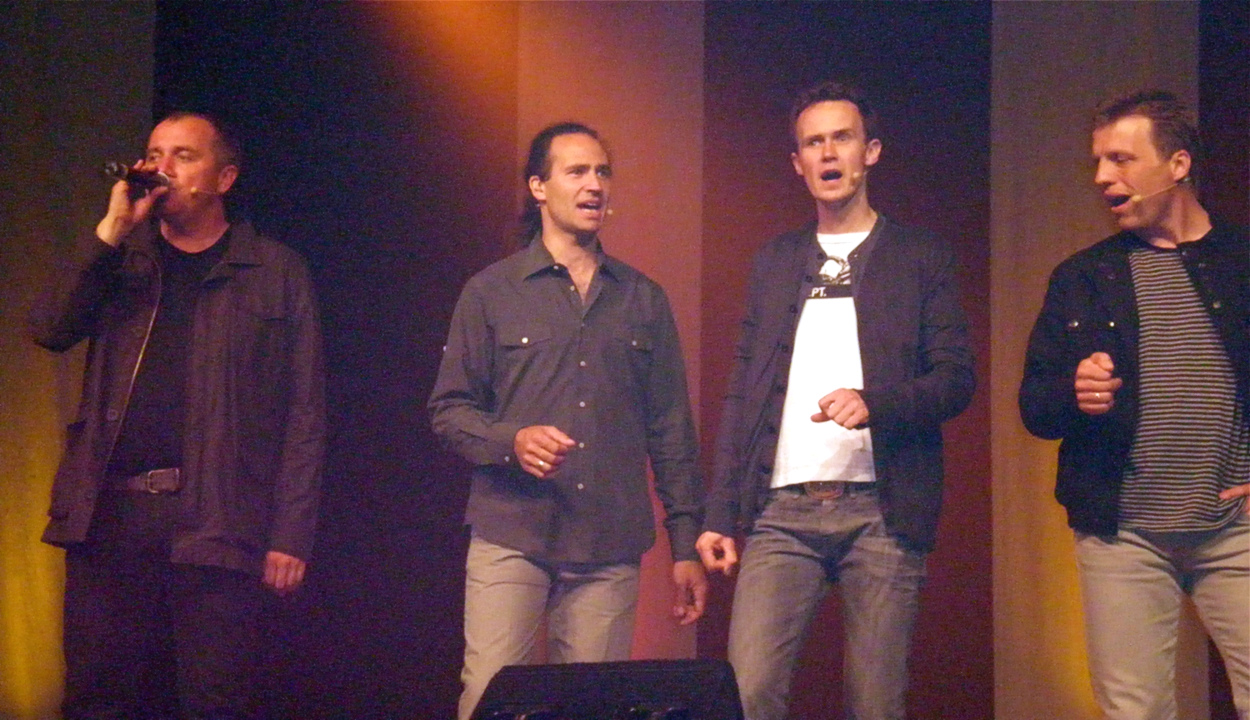
Los Wise Guys en un concierto en Luxemburgo el 6 de junio de 2008

Desde el Bachillerato de 1990 el grupo hace música vocal. Desde que los miembros de la banda descubrieron, que en el colegio gozaban de un apodo como sabelotodo, se bautizaron como Wise Guys. Hüneke estuvo un año y medio en trabajo de reemplazo en Bruselas dejando al grupo convertido en un cuarteto. Los otros cantantes participaron en el intertanto en el primer concurso coral primer concurso coral Barbershop de Colonia. A comienzos de 1994 lograron ubicarse en el tercer lugar del concurso Barbershop para cuartetos alemanes; aunque esa orientación musical nunca mantuvo en su repertorio un rol destacado y que desde los mediados de los 90 ya no pertenece a su programa de escenario.
En cuanto Christoph Tettinger no pudo seguir cantando por motivos laborales, asumió Ferenc Husta en abril de 1995 la voz de bajo. Christoph Tettinger quedó ligado al grupo en un rol de Mánager y asesor. Mientras que el primer álbum Dut-Dut-Duah! (1994) en su mayor parte era en idioma inglés y que alrededor de dos terceras partes eran covers, la banda se concentró en el siguiente en el idioma alemán, con composiciones propias de acento rítmico. Un mayor público pudo conocer a los Wise Guys a través de sus dos presentaciones de 1996/1997 en el querido ARD-Spielshow Geld oder Liebe (dinero o amor) con Jürgen von der Lippe. En la primera aparición como „Hobby“ de Eddi, el que en el show actuaba como candidato soltero, la segunda vez fueron contratados como una actuación musical. Desde 1997 los Wise Guys viven exclusivamente de sus ingresos como músicos. En 1997 apareció también su tercer álbum Alles im grünen Bereich, (Todo en ambiente verde) estableció el comienzo de un trabajo conjunto con el productor Uwe Baltrusch y apareció también como tal en el siguiente álbum con EMI. Con el álbum en vivo (2000) el grupo se cambia a la discográfica Pavement Records.
Entre otros, con la canción y video Jetzt ist Sommer (Ahora es verano) y el álbum Ganz weit vorne (Bien adelante) los Wise Guys 2001 se volvieron conocidos en toda la república. Sus últimos álbumes alcanzaron los primeros lugares en los rankings Media-Control-Charts; así subió el álbum Klartext (texto claro) al puesto número 10, el álbum Radio logró el tercer lugar, y en 2008 el álbum Frei! ascendió al segundo lugar del ranking alemán y al lugar 67 del ranking austríaco. Fue el primer álbum del grupo que se mantuvo más de una semana en los Top-Ten de los rankings de álbumes y que entró finalmente a los rankings de Austria. Se mantuvieron en los top 50 durante 9 semanas. Por su álbum Frei! (Libre!) lograron su primer disco de oro en noviembre de 2009 por la venta de más de 100 000 CD.
Clemens Tewinkel abandonó el grupo con el concierto del 20 de diciembre de 2008 después de catorce años de trabajo conjunto por razones de trabajo. El 30 de octubre se dio a conocer a través del sitio web al tenor Nils Olfert como el sucesor de Clemens en Wise Guys. Su primer concierto con los restantes Wise Guys lo cantó el 8 de enero de 2009.
El 29 de enero de 2010 apareció el álbum „Klassenfahrt“. Ascendió al lugar número 2 de la Media-Control-Albumcharts alemana y al lugar 48 de los rankings austríacos y logró con ello en ambos países hasta ese entonces el mejor posicionamiento de la banda.
Después de los conciertos los Wise Guys instituyeron un así llamado After-Glow (post-brillo). Con esto tienen los espectadores la posibilidad de conversar con los distintos miembros de la banda, obtener autógrafos y sacar fotografías.
Desde 2010 los Wise Guys se presentan parcialmente en compañía de la „Jördis Tielsch Band“.
En enero de 2011 los Wise Guys lograron su segundo disco de oro. Este logro se debió a la venta de más de 100.000 CD del álbum „Wo der Pfeffer wächst“, (Donde crece la pimienta), el que ya había sido lanzado seis años antes.
A comienzos de marzo de 2011 se conoció que el grupo se había separado de su discográfica de muchos años Pavement Records mudándose a Universal Music Group.
En su revista y en su página del sitio se conoció que el grupo debería publicar un nuevo álbum para inicios de 2012.

### Conciertos
Debido a que los Wise Guys casi exclusivamente participan con canciones de su propia composición en el idioma alemán, se restringen los conciertos principalmente al ámbito germanoparlante (Alemania, Austria, Suiza, Luxemburgo). Giras de conciertos a otros países, como, por ejemplo, los Estados Unidos y Canadá, que fueron organizados por los Goethe-Institut locales, o como la presentación del año 2005 en Polonia, son casos excepcionales. Desde 2006 han sido invitados esporádicamente a Londres.
Todos los años vienen a los conciertos habituales de diversas grandes instituciones. Entre estos se cuentan incluso las presentaciones al aire libre tales como el Concierto especial ampliado de la Noche Total y la Noche especial. Con el concierto anual en el Tanzbrunnen de Colonia lograron un récord mundial en el año 2001: participaron 12 500 visitas, el mayor número de visitas a un concierto vocal de un solo grupo. Los Wise Guys se presentan regularmente en el Día de la Iglesia Evangélica Alemana, en la que cerca de 70 000 personas los presenciaron en los prados de Poller. Asimismo ocurrió en el XX día mundial de la juventud y para un concierto el día ecuménico de la Iglesia de 2010. Además se presentaron el 5 de junio de 2010 ante 60 000 espectadores en el concierto de clausura de „!SING – DAY OF SONG“ en la Arena de Veltins en Gelsenkirchen en el marco del proyecto RUHR.2010 – Capital Cultural de Europa auf.

## Formación actual

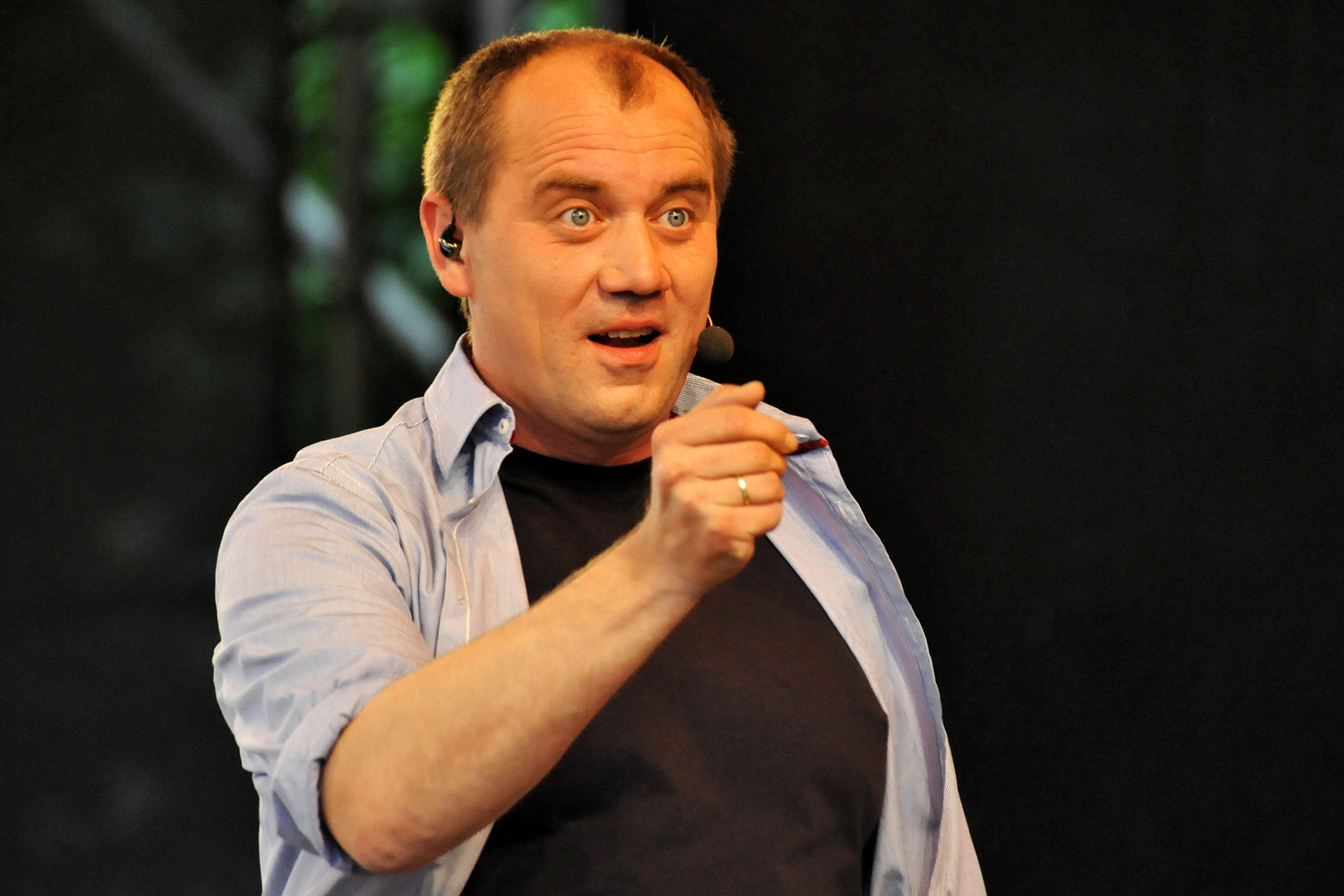
Ferenc Husta
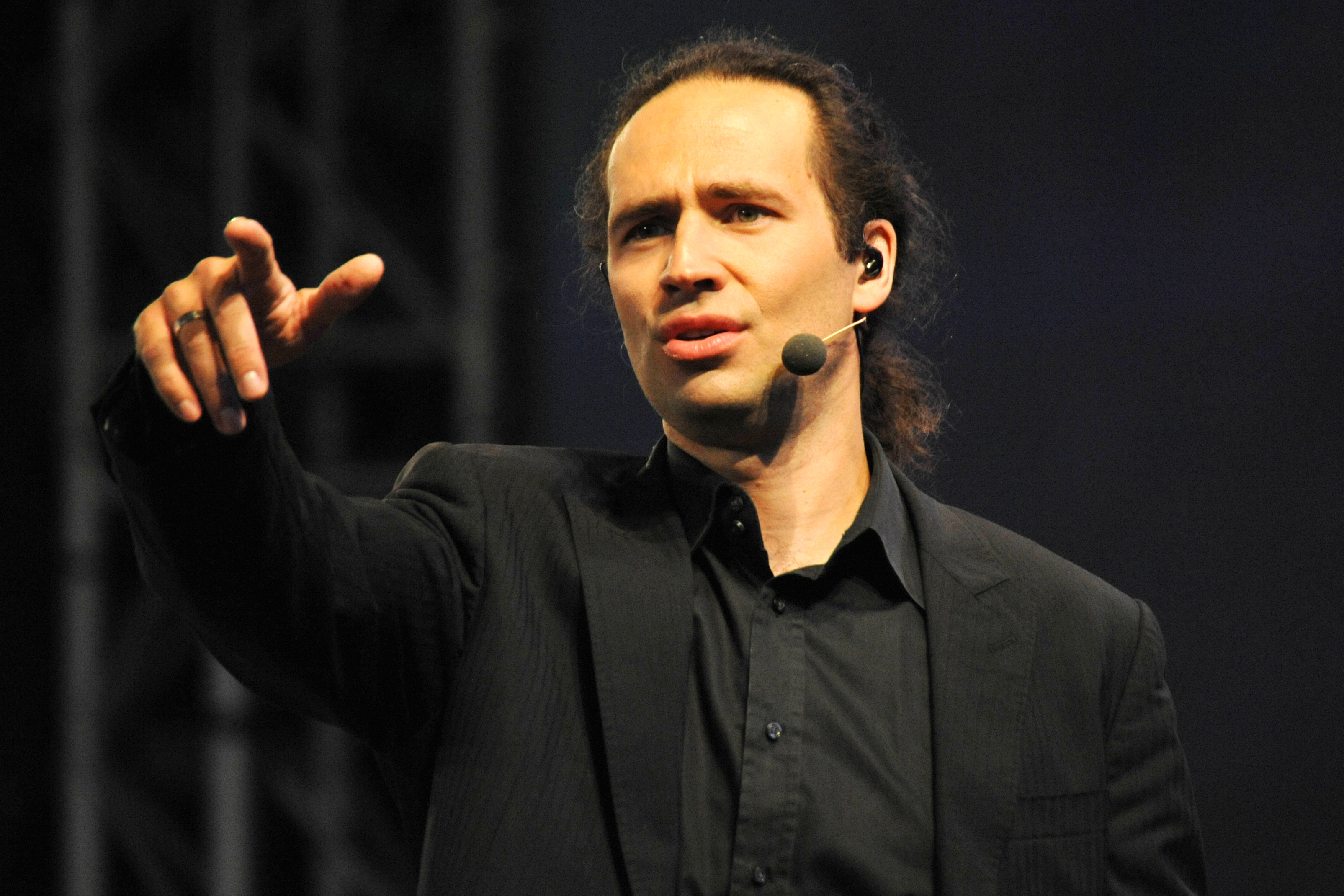
Edzard „Eddi“ Hüneke
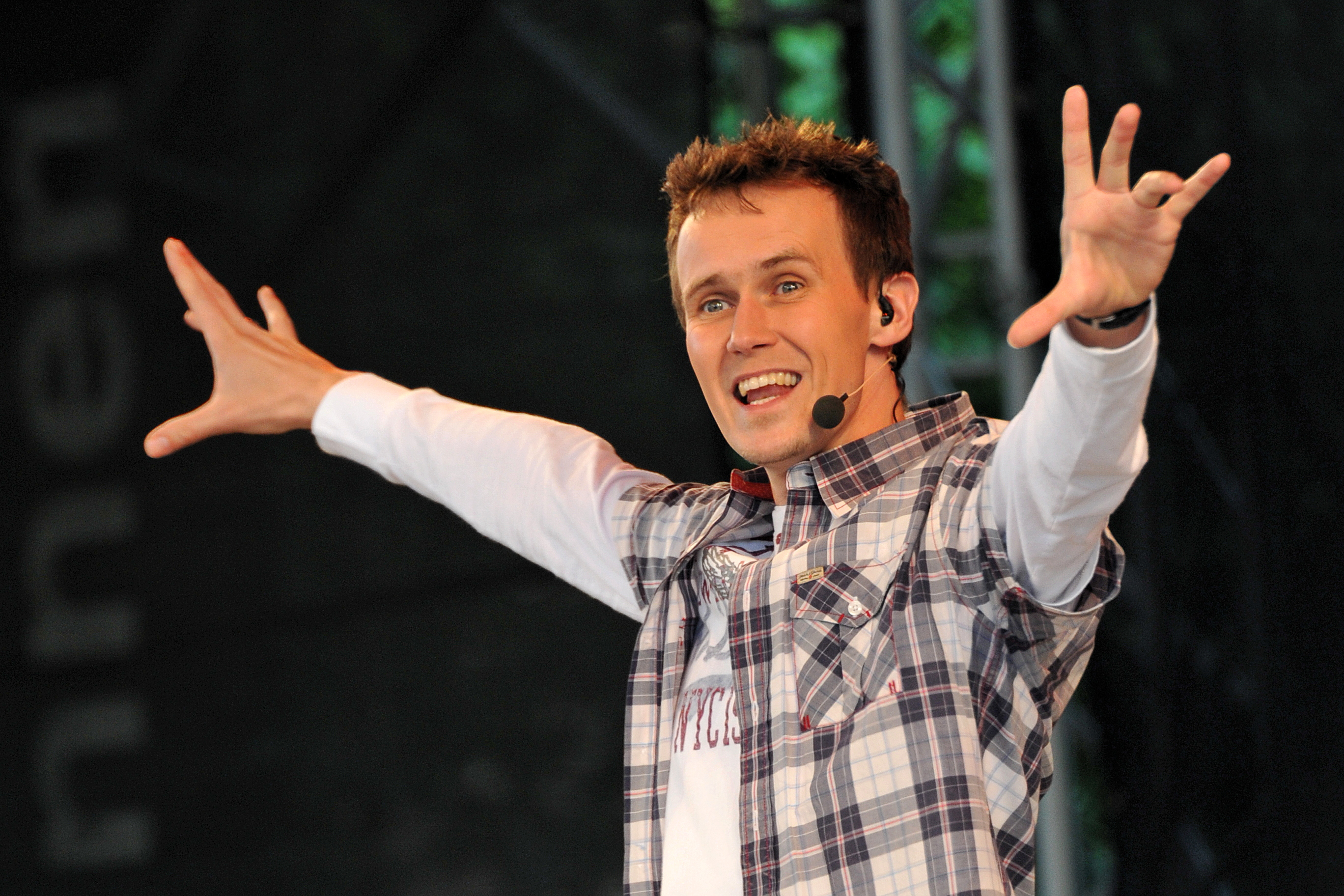
Marc „Sari“ Sahr
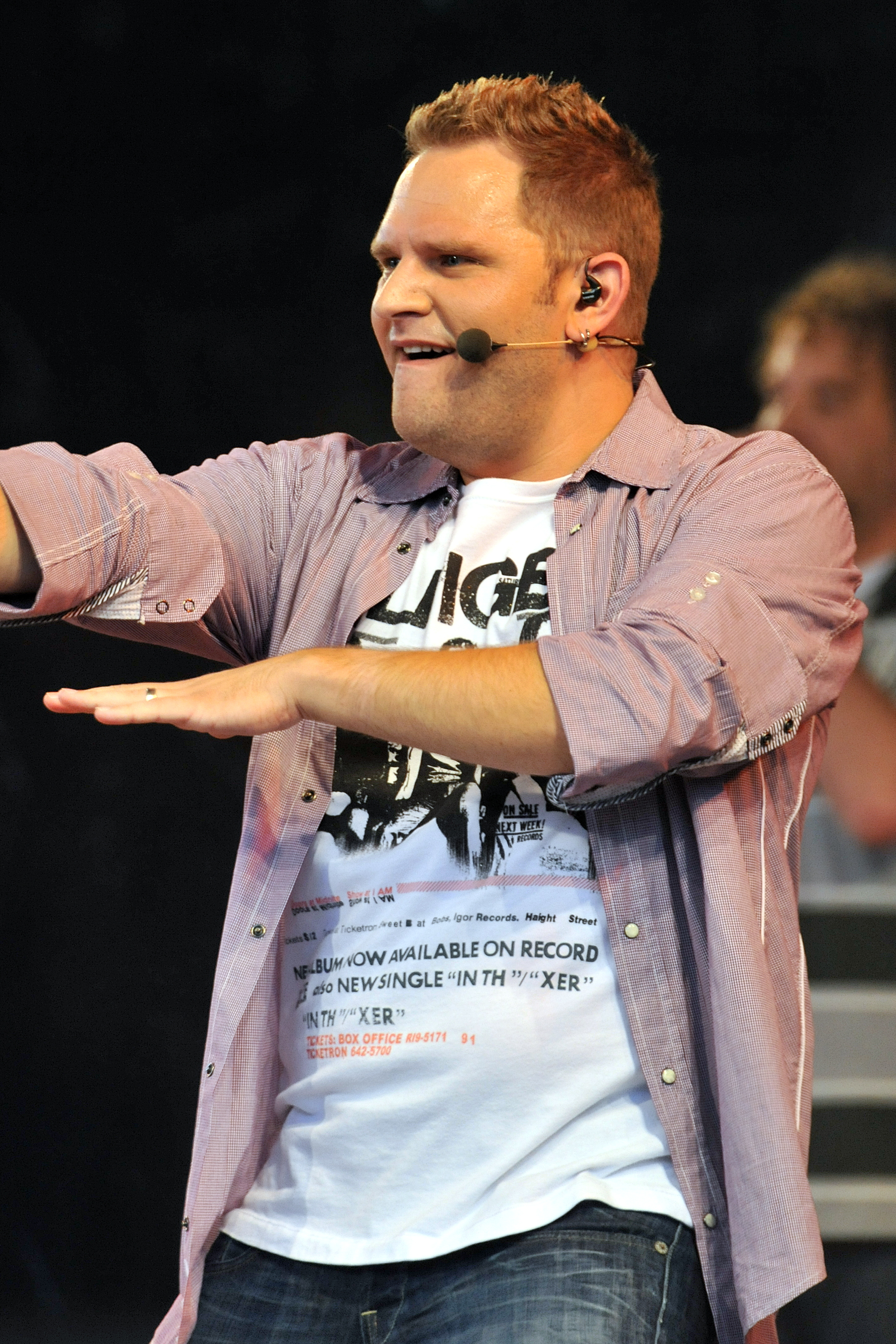
Nils Olfert
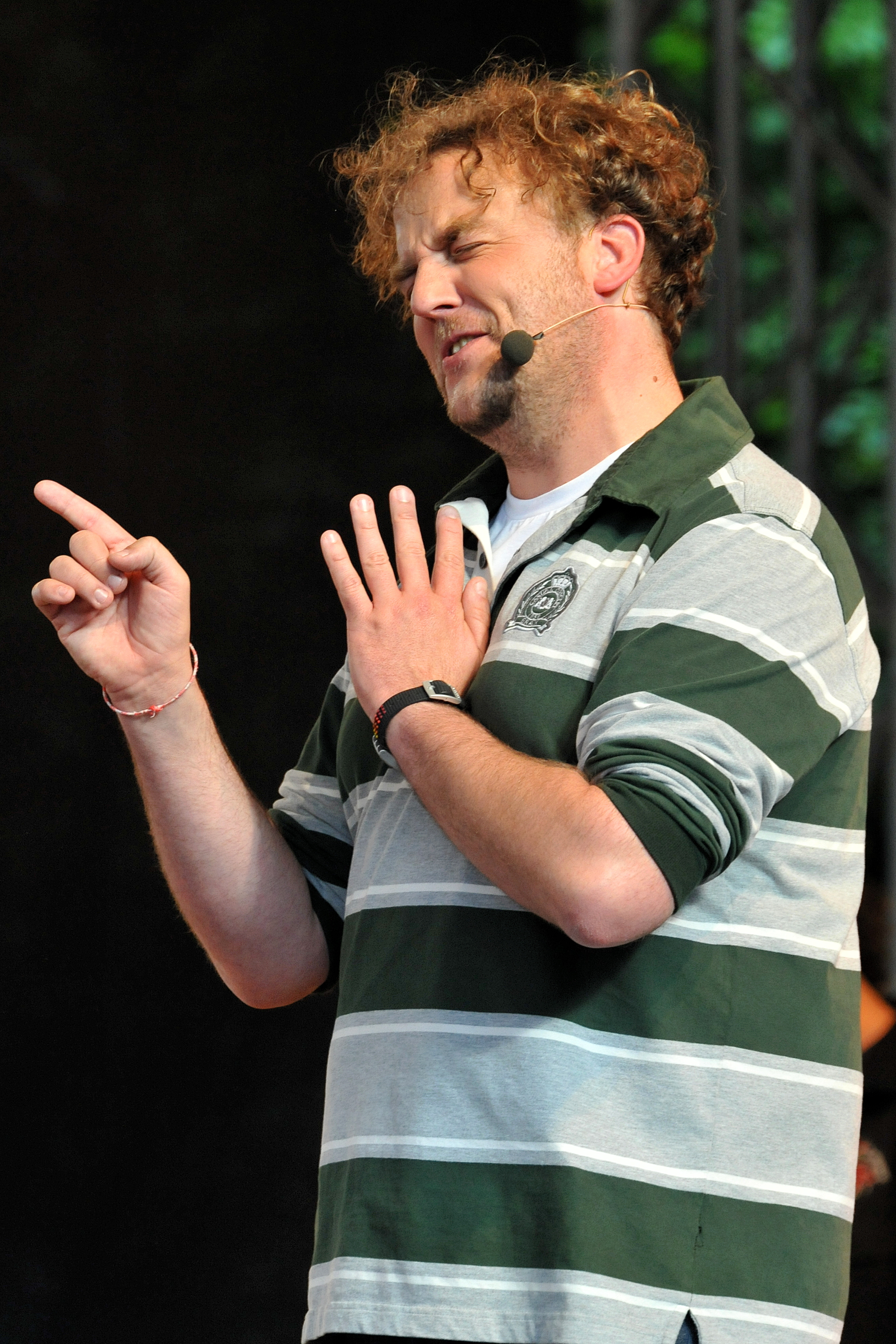
Daniel „Dän“ Dickopf

## Discografía

### Álbumes
| Año  | Título                                                     | N.º de canciones | Mejor posición | Mejor posición |
| Año  | Título                                                     | N.º de canciones | Alemania       | Austria        |
| ---- | ---------------------------------------------------------- | ---------------- | -------------- | -------------- |
| 1994 | Dut-Dut-Duah!                                              | 16               | –              | –              |
| 1996 | Haarige Zeiten (Tiempos peludos)                           | 20               | –              | –              |
| 1997 | Alles im Grünen Bereich (Todo en ambiente verde)           | 17               | –              | –              |
| 1999 | Skandal (Escándalo)                                        | 17               | –              | –              |
| 2000 | Live (Vive)                                                | 29               | 93             | –              |
| 2001 | Ganz weit vorne (Bien adelante)                            | 17               | 49             | –              |
| 2003 | Klartext (Texto claro)                                     | 17               | 10             | –              |
| 2004 | Wo der Pfeffer wächst (Donde crece la pimienta)            | 20               | 13             | –              |
| 2006 | Radio                                                      | 24               | 3              | –              |
| 2008 | Frei! (¡Libre!)                                            | 21               | 2              | 67             |
| 2010 | Klassenfahrt (Viaje de estudios)                           | 17               | 2              | 48             |
| 2012 | Zwei Welten - a cappellea (Dos Mundos - a cappella)        | 16               | 3              |                |
| 2012 | Zwei Welten - instrumentiert (Dos Mundos - instrumentados) | 17               |                |                |

### Sencillos/Descargas
- 1996: (Die Frau hat) Rhythmus
- 1997: Alles Banane
- 1999: Nein, Nein, Nein (no, no, no)
- 2000: Die Heldensage vom heiligen Ewald
- 2001: Höher Schneller Weiter
- 2001: Jetzt ist Sommer(ALE:#78) (Ahora está verano)
- 2001: Wenn sie tanzt
- 2002: Kinder (niños)
- 2004: Früher (ALE:#51) (antes)
- 2005: Weltmeister (ALE:#38) (campeones del mundo)
- 2006: Klinsi, warum hast du das getan?
- 2007: Lebendig und kräftig und schärfer
- 2009: Mensch wo bist du? (Hombre, ¿dónde estás?)
- 2012: Lauter (más fuerte)

### DVD
- 2003: Wise Guys – Die DVD
- 2005: Wise Guys – Spezialnacht (Philipshalle Düsseldorf, November 2004)
- 2009: Wise Guys – Live im Capitol (DE: #26)

### Videoclips
- 2001: Jetzt ist Sommer
- 2001: The making of Stolz
- 2001: Wenn sie tanzt
- 2002: Kinder
- 2003: Sonnencremeküsse
- 2004: Fans singen ‘Jetzt ist Sommer’
- 2004: Ohrwurm
- 2004: Nix wie weg hier
- 2004: Früher
- 2005: Du bist dran
- 2005: ChaChaCha auf'm Dach
- 2006: Radio
- 2007: Radio
- 2007: Relativ
- 2007: Zwischenbilanz
- 2008: Es ist nicht immer leicht
- 2009: Mensch, wo bist du?
- 2010: Damit ihr Hoffnung habt
- 2011: Facebook

### Libros
- 2008:Wise Guys: El libro (en alemán)

## Premios
- 2006: Premio Lehrer-Welsch, concedido por el grupo regional de Colonia del Verein Deutsche Sprache